# Gesina ter Borch
Gesina ter Borch (Deventer o Zwolle, ... – Zwolle, 16 aprile 1690) è stata una pittrice e disegnatrice olandese del secolo d'oro olandese.

## Biografia

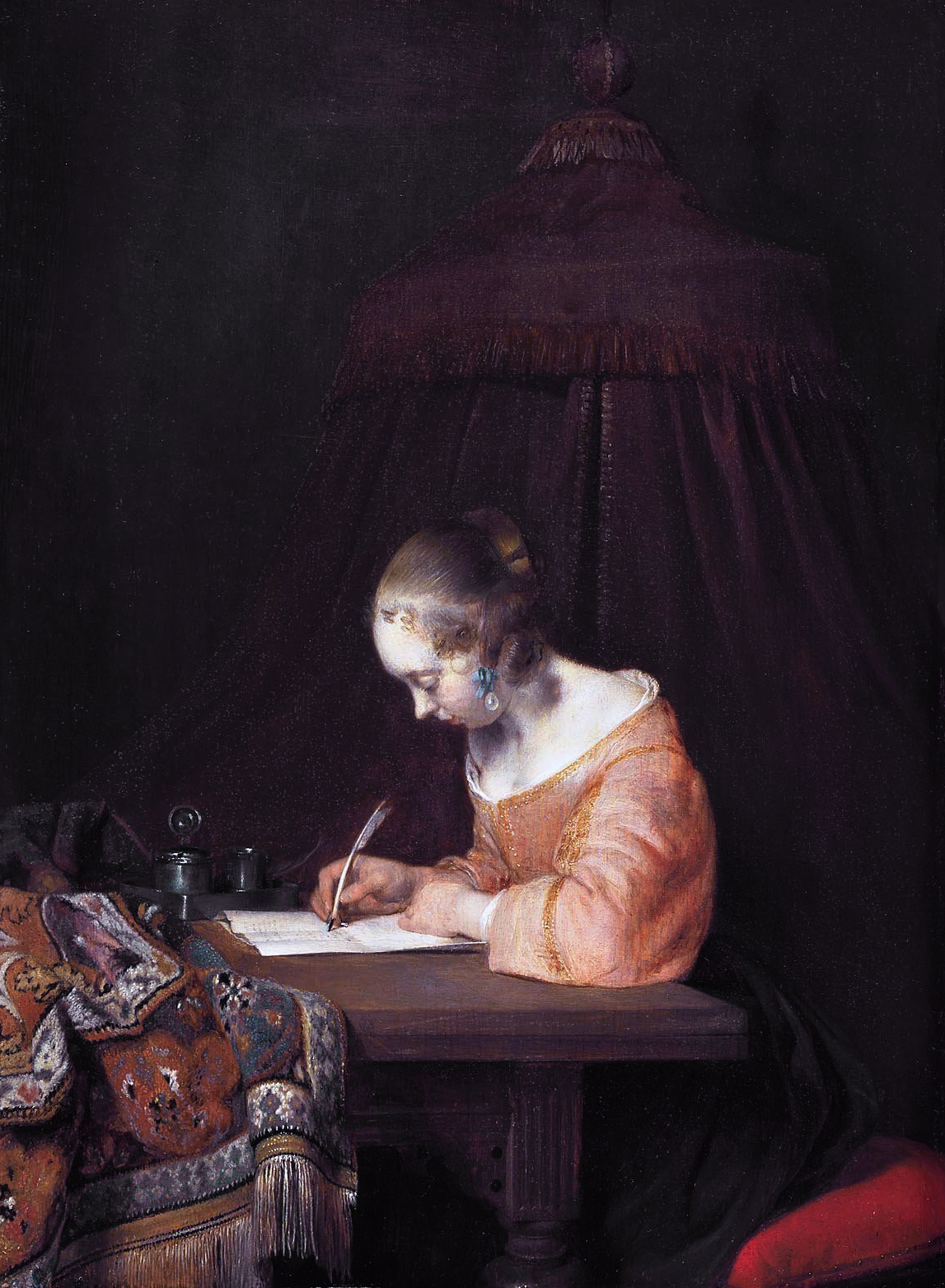
La Donna che scrive una lettera, un possibile ritratto di Gesina dipinto dal fratello Gerard ter Borch nel 1655.

Gesina ter Borch sarebbe nata o il 15 novembre del 1631 a Deventer, oppure nel dicembre del 1633, forse a Zwolle, per poi essere battezzata il 13 dello stesso mese. Suo padre Gerard ter Borch il Vecchio debuttò come pittore prima di lavorare nell'amministrazione di Zwolle. Incoraggiò i propri figli, tra cui i due fratellastri di Gesina, Gerard ter Borch e Moses ter Borch, nelle loro attività artistiche, ma non si preoccupò di quelle della figlia. 
Gesina imparò la tecnica del disegno dai suoi fratelli Harmen e Moses, ma soprattutto grazie al suo maestro. Cominciò a lavorare sulla calligrafia e iniziò un quaderno di copie di varie poesie o aforismi. Poco a poco, ella dipinse con l'acquerello delle illustrazioni di questi testi. Nel 1652, ella iniziò un nuovo quaderno in cui ogni poesia veniva illustrata da un acquerello arricchito d'oro e d'argento. Nel 1660, avendolo finito, ne iniziò un terzo, nel quale Henrik Jordis, un mercante e autore (forse un pretendente di Gesina), scrisse il brano allegorico Triomphe der Schillderconst over de Dodt ("Trionfo della pittura sulla morte"). Gesina illustrò questo testo, ma dal 1662 Henrik Jordis non è più menzionato nei quaderni di Gesina. Se questo quaderno raccoglieva le opere più importanti, è pur vero che ella poi passò a fare una raccolta di opere dei suoi fratelli.
A partire dalla metà degli anni 1660, Gesina dipinse degli oli su tela. Il più importante è il ritratto postumo di Moses ter Borch, per il quale collaborò con suo fratello Gerard. Dalla fine degli anni 1640, ella manteneva con lui un rapporto privilegiato, e lo incoraggiava nella sua attività artistica. È probabile che Gesina abbia posato per alcuni quadri di Gerard, come la Donna che scrive una lettera del 1655.
Sebbene sia possibile che ci possa essere stata una relazione sentimentale con Henrik Jordis, questa non continuò e Gesina non si sposò: ella passò tutta la sua vita in una casa della Sassenstraat a Zwolle (una strada da lei ritratta in un disegno), eccetto per alcuni spostamenti per rivedere suo fratello Gerard a Deventer o sua sorella Jenneken Schellinger ad Amsterdam. Quando quest'ultima morì nel 1675, si prese cura delle sue tre figlie. Probabilmente morì il 16 aprile del 1690 a Zwolle.

## Analisi

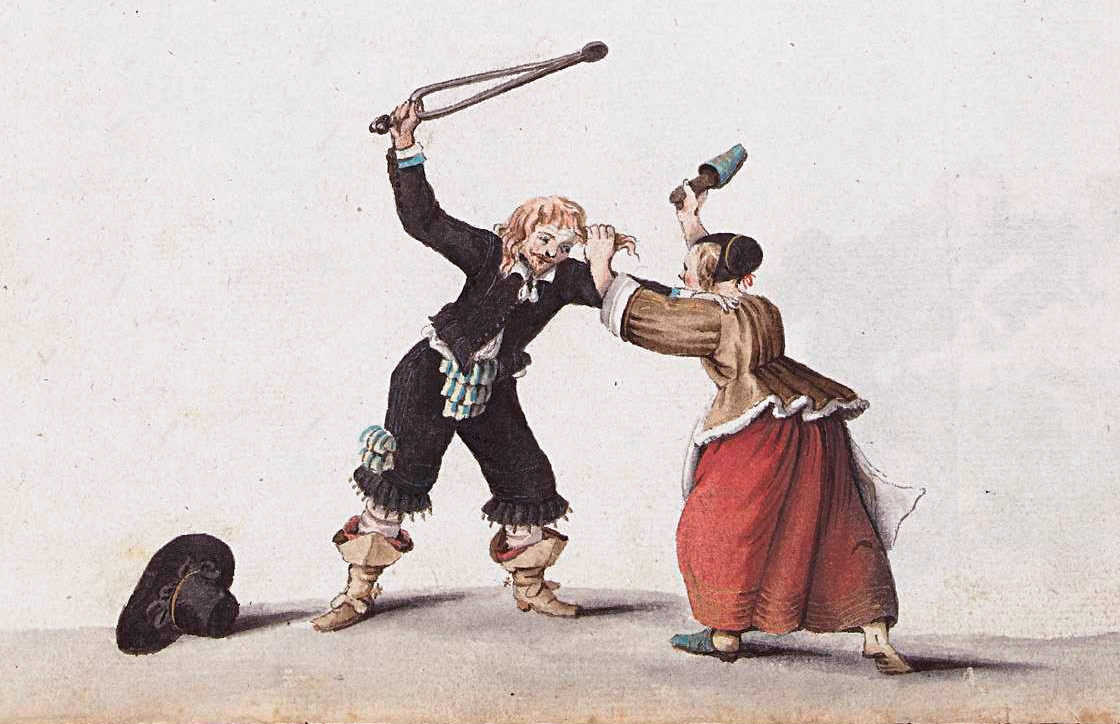
Un acquerello che ritrae un litigio di coppia, una scena quotidiana.

Prediligendo l'acquerello e la carta, Gesina ter Borch si interessa su dei soggetti meno nobili di quelli destinati alla pittura su tela. Quindi ella si avvicinò alla vita quotidiana e alle aspirazioni degli olandesi dell'epoca. Ella dipinse in particolare la vita notturna della gioventù neerlandese che si cimenta nel gioco della seduzione alla luce della luna o di una candela, mentre i genitori, o il marito, dormono.
Molte opere che trattano questo tema si trovano nei quaderni di Gesina ter Borch e permettono di seguire la sua evoluzione artistica. Nel primo, un acquerello illustra una poesia nella quale un giovane spagnolo tenta invano, di notte, di attrarre una giovane olandese seduta sulla sua finestra. L'acquerello è monocromatico e presenta pochi dettagli, e solo i personaggi sono più delineati. Un soggetto simile realizzato in seguito rivela una padronanza migliore del disegno, molto più dettagliato. Sempre monocromatico, per richiamare la notte che non conosceva ancora l'illuminazione pubblica, l'acquerello fa risaltare dei rari punti luminosi in lontananza, che evocano i giochi della giovinezza. Ciò consente anche di lavorare finemente sulle ombre dei personaggi e sull'ambientazione. Infine, certe opere più tarde integrano più colori, valorizzando meglio i personaggi.

## Eredità
Nella sua epoca Gesina ter Borch era un'artista rinomata, come provano gli elogi che le furono rivolti e che lei conservò nei suoi quaderni. Ella vi conservò anche molti disegni dei suoi fratelli e stabilì nel suo testamento che questi non avrebbero mai dovuto lasciare la famiglia. Grazie a ciò, queste opere furono conservate con cura. Quando l'ultimo discendente noto della famiglia morì nel 1886, il Rijksmuseum acquistò quasi tutti i suoi quaderni e le sue illustrazioni.

## Galleria d'immagini

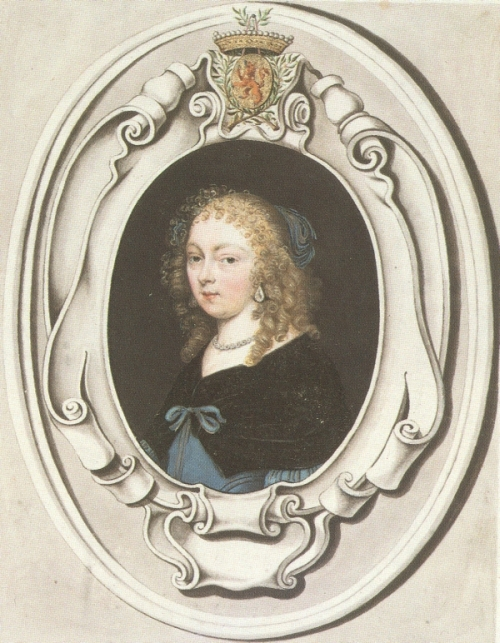
Un autoritratto di Gesina ter Borch.
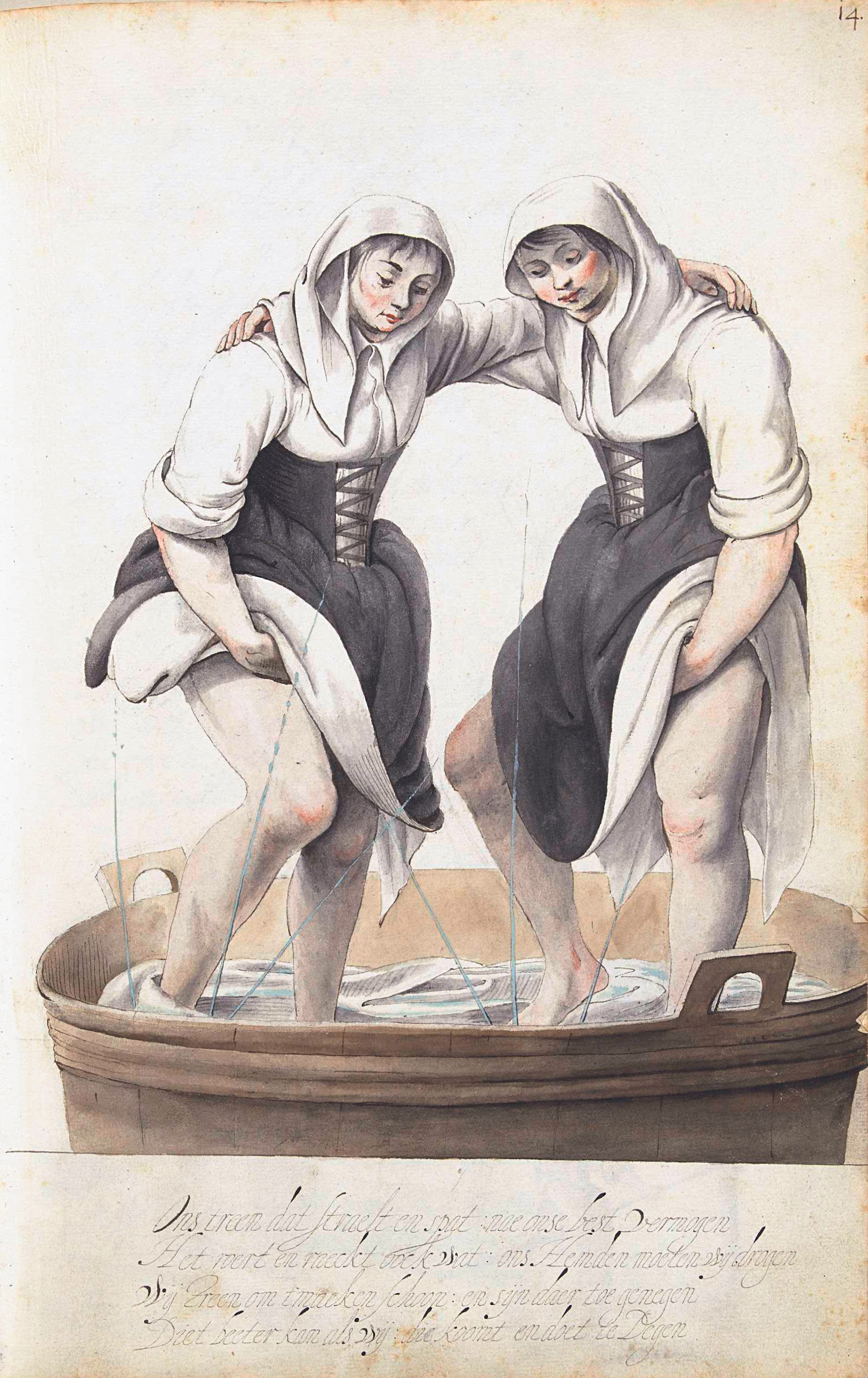
Un acquerello che ritrae due lavandaie.
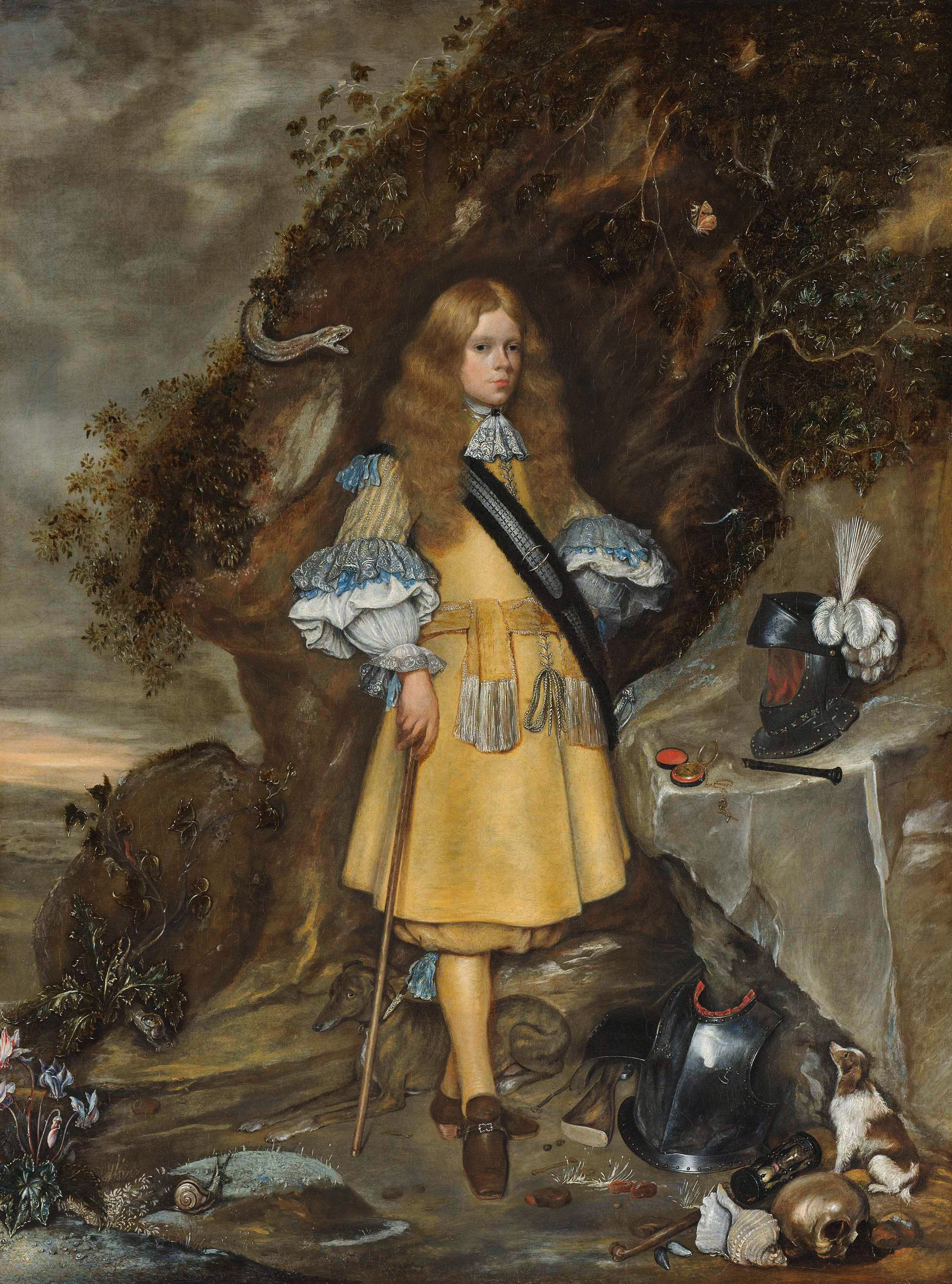
Il ritratto postumo di Moses ter Borch, dipinto assieme al fratello Gerard dal 1667 al 1669.